# Stemme S-10
Pour les articles homonymes, voir S-10.
Dimensions
Le Stemme S-10 est un motoplaneur biplace construit par la société Stemme.

## Description
Ce motoplaneur biplace côte à côte a une architecture particulière du fait de sa motorisation et de sa propulsion.
- le moteur est situé derrière les pilotes. Un arbre de transmission (en fibre de carbone) passe entre les pilotes et actionne une hélice repliable dans le cône avant (moteur stoppé).
- La construction du fuselage est mixte, avec une coque en matériaux composites et un châssis tubulaire reprenant les efforts du moteur, des ailes et du train.
- Le train d'atterrissage est de type classique, à deux roues, rétractable.
- Les extrémités d'ailes sont repliables pour réduire l'envergure de 23 m à 11,40 m.

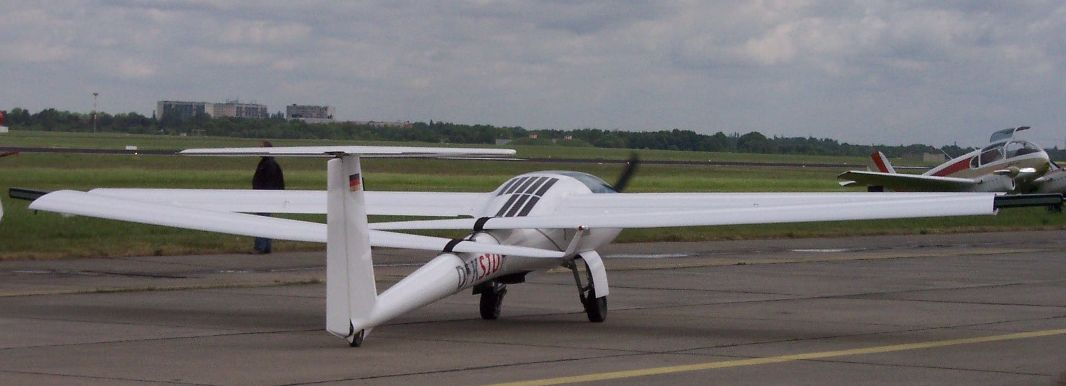
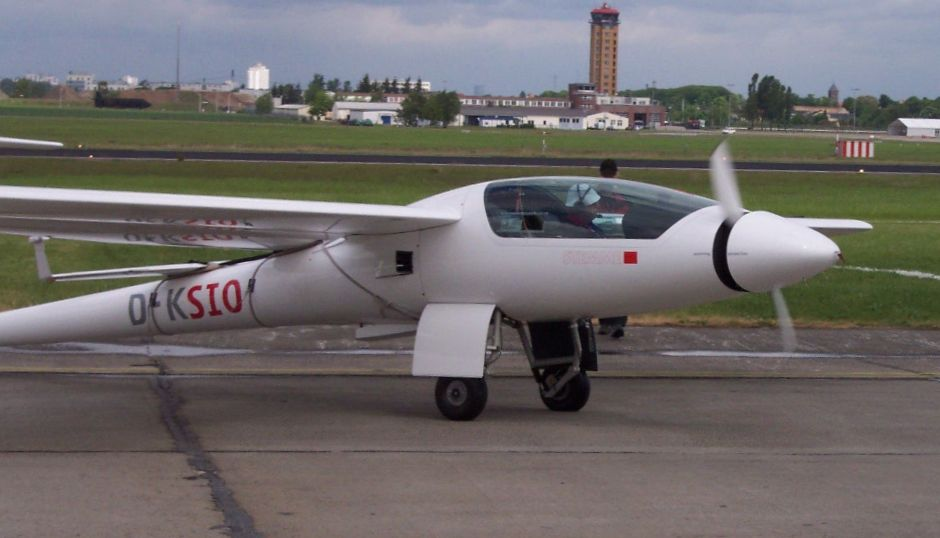

## Versions
- Stemme S-10

1986, moteur Limbach.
- Stemme S-10V

1994, moteur Limbach L2400 de 93 ch, hélice à pas variable
- Stemme S-10VT

1998, moteur Rotax 914F turbo de 115, hélice à pas variable.
- Stemme S-15

2008, envergure réduite à 18 m

## Informations diverses
Le planeur Stemme S-10VT est utilisé par Klaus Ohlmann pour le projet Montain Wave en Argentine. Équipé de capteur pour mesurer les rafales dans les Andes.